# 圣乔治堂 (锡耶纳)

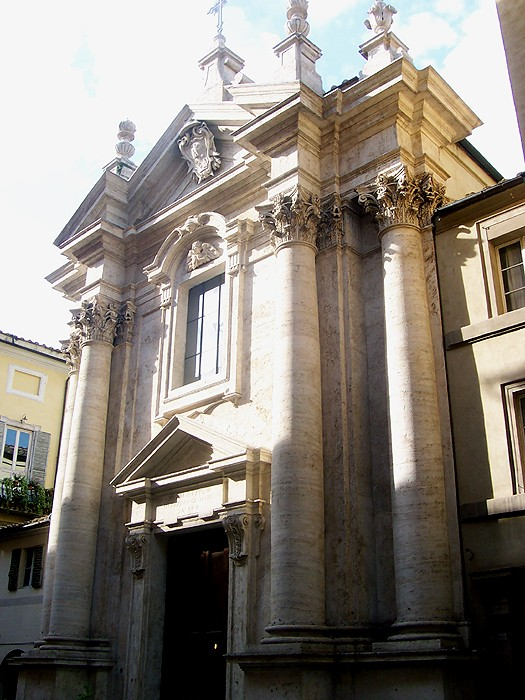
圣乔治堂

圣乔治堂（Chiesa di San Giorgio）是意大利托斯卡纳大区锡耶纳的一座罗马天主教教堂。
该堂是用Montaperti战役的捐款修建的。锡耶纳军队的士兵在战斗中呼求圣乔治帮助他们，作为他们的战斗口号，随后用一部分军饷建立了这座教堂。
中世纪的建筑只有罗曼式-哥特式的钟楼保存至今。当前的外观是在1738年重建的结果。立面的特点是由两根巨大的柱子，和修复工程赞助人枢机主教安东·菲利斯·Zondadari的纹章。在教堂内部，是画家弗朗切斯科·瓦尼的彩瓷墓碑。瓦尼本人创作了《马太神父受难》，而《耶稣与圣母在各各他相遇》是他的儿子拉斐尔·瓦尼的作品。耳堂设有两位Zondadari家族成员的墓葬。